# Sărbătoare

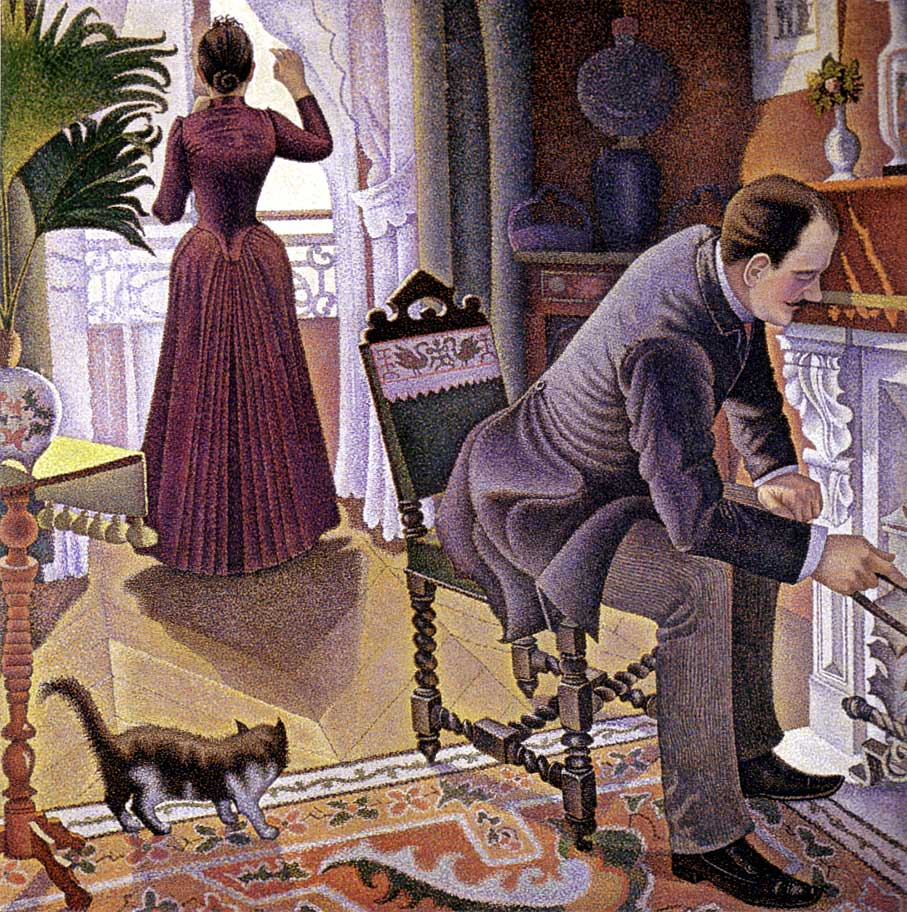
Paul Signac: Dimanche (Dumineca), 1888–1890

Sărbătoare sau festivitate (lat. „festum - sărbătoare”) este o zi deosebită de celelalte zile calendaristice, și care se repetă în mod ciclic. 
Cu această ocazie pot avea loc dansuri, mâncăruri festive, spectacole, întreceri sportive, aceste sărbători pot fi de natură;
- religioasă, ca sărbătorirea unor evenimente religioase, duminicile, care au diferite rituale, cu procesiuni, pelerinaje,
- sărbători naționale când se sărbătorește aniversarea unor evenimente din trecutul unui popor
- sărbători sportive ca jocurile olimpice
- carnaval fiind un obicei sărbătorit mai intens pe Valea Rinului în Germania sau în Brazilia
- sărbătoarea recoltei
- aniversări onomastice, sau a zilei de naștere,
- sărbători cu ocazia botezului, nunții
- sărbători internaționale ca: ziua muncii, ziua copilului sau ziua femeii